# Extremidad anterior

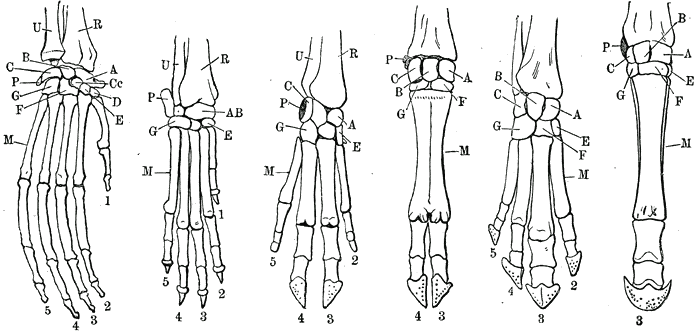
Las extremidades anteriores de los mamíferos tienen diversas funciones, pero todas son homólogas.

Una extremidad anterior o delantera es uno de los apéndices articulados (extremidades) unidos en el extremo craneal (anterior) del torso de un vertebrado tetrápodo terrestre. En el caso de los cuadrúpedos, a menudo se utiliza el término "pata delantera". En los animales bípedos con una postura erguida (por ejemplo, los humanos y algunos primates), se suele utilizar el término miembro superior.
No hay que confundir la extremidad anterior con el antebrazo, que es la porción distal del miembro superior humano entre el codo y la muñeca.
Todas las extremidades anteriores de los vertebrados son homólogas, lo que significa que todos evolucionaron a partir de las mismas estructuras. Por ejemplo, la aleta de una tortuga o de un delfín, el brazo de un ser humano, la pata delantera de un caballo y las alas de los murciélagos y de las aves son, en última instancia, homólogas, a pesar de las grandes diferencias entre ellas.
Los usos específicos de las extremidades anteriores pueden ser análogos si evolucionaron a partir de diferentes subestructuras de las extremidades anteriores, como las aletas de tortugas y delfines, y las alas de pájaros y murciélagos.

## Evolución de las extremidades anteriores
La evolución de la extremidad anterior puede caracterizarse por muchas tendencias. El número de dígitos, sus características, así como la forma y la alineación del radio, el cúbito y el húmero, han tenido importantes implicaciones evolutivas.
Los cambios en el tamaño del cuerpo, la postura de los pies, el hábitat y el sustrato se influyen entre sí (y se conectan con factores potenciales más amplios, como el cambio climático).

### Forma
Varios factores pueden influir en la evolución de la forma de los huesos largos de las extremidades anteriores, como la masa corporal, el estilo de vida, el comportamiento depredador o el tamaño relativo de la presa. Un patrón general es que las especies más pesadas tengan radios, cúbitos y húmeros más robustos.
Los carnívoros musteloides que tienen un estilo de vida arborícola suelen tener huesos largos y delgados en las extremidades anteriores, lo que les permite un mejor movimiento y flexibilidad. Los mustélidos semifosoriales y acuáticos suelen tener los huesos largos de las extremidades delanteras cortos y robustos para soportar el esfuerzo de cavar y nadar.
En el orden Carnivora, los félidos, que suelen emboscar y agarrar a sus presas, tienen extremidades más cortas y robustas. Sus extremidades delanteras se utilizan tanto para los sprints cortos como para el agarre, por lo que deben ser flexibles y duraderas. En cambio, los cánidos, que suelen perseguir a sus presas a grandes distancias, tienen extremidades más largas y gráciles. Correr es prácticamente el único uso de sus extremidades delanteras, por lo que no necesitan adaptarse a nada más y pueden ser menos flexibles.
Los depredadores que cazan presas de la mitad de su peso corporal o más evolucionaron hacia radios, cúbitos y húmeros más cortos y robustos para disminuir la probabilidad de que el hueso se rompiera o fracturara durante la caza. Los depredadores que cazan presas de menos de la mitad de su peso corporal tienden a tener los huesos largos de las extremidades anteriores más largos y delgados para mejorar la eficiencia energética

### Polidactilia
Inicialmente se entendía que los tetrápodos habían desarrollado primero cinco dígitos como característica ancestral, que luego se redujeron o especializaron en una serie de usos. Algunos animales conservaron las extremidades anteriores "primitivas", como los reptiles pentadáctilos (con cinco dedos) y los primates. Esto se ha mantenido en su mayor parte, pero es posible que los primeros tetrápodos o "fishapods" tuvieran más de cinco dedos. Stephen Jay Gould lo puso en duda en su ensayo de 1991 "Eight (Or Fewer) Little Piggies".
La polidactilia en los primeros tetrápodos debe entenderse como el hecho de tener más de cinco dígitos en el dedo o en el pie, una condición que era el estado natural de los primeros tetrápodos. Grupos primitivos como el Acanthostega tenían ocho dedos, mientras que el Ichthyostega, más evolucionado, tenía siete, y el Tulerpeton, aún más evolucionado, tenía seis dedos.
Los tetrápodos evolucionaron a partir de animales con aletas como los que se encuentran en los peces de aletas lobuladas. A partir de esta condición evolucionó un nuevo patrón de formación de las extremidades, en el que el eje de desarrollo de la extremidad giraba para brotar ejes secundarios a lo largo del margen inferior, dando lugar a un número variable de soportes esqueléticos muy robustos para un pie en forma de pala.

### Especialización en dígitos
Los dígitos pueden estar especializados para diferentes formas de locomoción. Un ejemplo clásico es el desarrollo del caballo de un solo dedo (monodactilia). Otros cascos, como los de artiodáctilos y perisodáctilos, e incluso la pezuña-como pie de extintos hadrosaurs, pueden ser considerados como especializaciones similares.
Para soportar su inmenso peso, los saurópodos, siendo los más evolucionados los titanosaurios, desarrollaron una manus (pie delantero) tubular y perdieron gradualmente sus dígitos, apoyándose en sus metacarpianos. La extremidad anterior de los estegosaurios presenta indicios de una configuración metacarpiana similar a la de los saurópodos. Se trata de una estrategia evolutiva diferente a la de la megafauna de los mamíferos, como los elefantes modernos.
Los terápsidos comenzaron a desarrollar extremidades anteriores diversas y especializadas hace 270 millones de años, durante el Pérmico.

#### Pulgares oponibles
Los humanos modernos son únicos en la musculatura del antebrazo y la mano, aunque en algunos animales han surgido los pulgares oponibles o estructuras similares.
En los dinosaurios, puede haber ocurrido una autonomización primitiva de la primera articulación carpometacarpiana (CMC). En primates, apareció una diferenciación real quizás hace 70 millones de años, mientras que la forma de la CMC del pulgar humano finalmente aparece alrededor de hace 5 millones de años.
- Los primates se clasifican en uno de estos cuatro grupos:[12]
  - Pulgares no oponibles: tarseros y titíes
  - Pulgares pseudo-oponibles: todos los strepsirrhines y Cebidae
  - Pulgares oponibles: monos del Viejo Mundo y todos los grandes simios
  - Oponible con pulgares comparativamente largos: gibones (o simios menores)

Los pandas han desarrollado pulgares pseudo-oponibles por extensión del hueso sesamoideo, que no es un verdadero dedo.

### Pronación y supinación
La capacidad de pronación de la mano y el antebrazo en los mamíferos terianos se consigue gracias a la cabeza redondeada del radio, que le permite girar sobre el cúbito. La supinación requiere un deslizamiento dorsal del radio distal y la pronación un deslizamiento palmar en relación con el cúbito distal.
La pronación ha evolucionado en múltiples ocasiones, entre mamíferos, camaleones y varánidos. Sin embargo, la condición más basal es no poder pronar. Los dinosaurios no eran capaces de más que la semipronación de la muñeca, aunque los orígenes bípedos de todos los clados de dinosaurios cuadrúpedos podrían haber permitido una mayor disparidad en la postura de las extremidades anteriores de lo que a menudo se considera. Los monotremas tienen antebrazos que no son tan diestros como los terios. Los monotremas tienen una postura desgarbada y múltiples elementos en sus fajas pectorales, que son rasgos ancestrales de los mamíferos.
En las aves, los músculos del antebrazo supinan, pronan, flexionan y extienden el ala distal.

### Alas
Todas las extremidades anteriores de los tetrápodos son homólogas, ya que evolucionaron a partir de las mismas estructuras iniciales de los peces con aletas lobuladas. Sin embargo, puede identificarse otro proceso distinto, la evolución convergente, por la que las alas de las aves, los murciélagos y los pterosaurios extintos evolucionaron con la misma finalidad de forma drásticamente diferente. Estas estructuras tienen una forma o función similar, pero no estaban presentes en el último ancestro común de esos grupos.
Las alas de los murciélagos están compuestas en gran parte por una fina membrana de piel que se apoya en los cinco dedos, mientras que las alas de las aves están compuestas en gran parte por plumas que se apoyan en dedos mucho más reducidos, siendo el dedo 2 el que sostiene el álula y el dedo 4 las plumas primarias del ala; sólo hay homologías lejanas entre las aves y los murciélagos, con homologías mucho más cercanas entre cualquier par de especies de aves, o cualquier par de especies de murciélagos.

### Aletas
Los mamíferos marinos han evolucionado varias veces. A lo largo de su evolución, desarrollaron cuerpos hidrodinámicos y aerodinámicos. Así, la extremidad anterior se convirtió en una aleta. Las extremidades anteriores de los cetáceos, pinnípedos y sirenios constituyen un ejemplo clásico de evolución convergente. Existe una convergencia generalizada a nivel de genes. Distintas sustituciones en genes comunes crearon varias adaptaciones acuáticas, la mayoría de las cuales constituyen una evolución paralela porque las sustituciones en cuestión no son exclusivas de esos animales.
Al comparar los cetáceos con los pinnípedos y los sirenios, se producen 133 sustituciones de aminoácidos paralelas. Al comparar y contrastar cetáceos-pinnípedos, cetáceos-sirenios y pinnípedos-sirenios, se producen 2.351, 7.684 y 2.579 sustituciones, respectivamente.